# Каркамани
Каркамани (Каракамани) — царь Куша (Нубия) в 519—510 годах до н. э.
Сын и преемник царя Аманинатакилебте. Его тронное имя неизвестно и нет источников о его правлении.
На севере, в Египте персидским царём Дарием I уже был установлен мир: там начались работы по строительству канала, который бы сообщал Нил с Суэцким заливом.
Kаркамани умер в 510 до н. э. и его трон унаследовал его сын Аманиастабарка. Захоронен в некрополе Нури (пирамида Nº 7).